# Katharine Cornell
Katharine Cornell (ur. 16 lutego 1898 w Berlinie, zm. 9 czerwca 1974 w Tisbury) – amerykańska aktorka filmowa i teatralna.

## Życiorys
Znana z serii występów w dramatach teatru broadwayowskiego, nierzadko reżyserowanych przez jej męża, Guthrie’a McClintica. Najpopularniejszą rolą Cornell jest postać angielskiej poetki Elizabeth Barrett Browning w sztuce The Barretts of Wimpole Street.
Prócz związku małżeńskiego z McClintikiem, zażyłe relacje łączyły Cornell także z kobietami – m.in. poetką Mercedes de Acosta i aktorką Maude Adams.